# Geórgia nos Jogos Olímpicos de Inverno de 2018
A Geórgia participou dos Jogos Olímpicos de Inverno de 2018, realizados na cidade de Pyeongchang, na Coreia do Sul. 
Foi a sétima aparição do país em Olimpíadas de Inverno desde que estreou nos Jogos de 1994, em Lillehammer. Esteve representado por quatro atletas que competiram em três esportes.

## Desempenho

### Esqui alpino
Feminino
| Atleta         | Evento         | Descida 1 | Descida 2 | Total   | Pos. |
| -------------- | -------------- | --------- | --------- | ------- | ---- |
| Nino Tsiklauri | Slalom         | 55.88     | 55.74     | 1:51.62 | 39º  |
| Nino Tsiklauri | Slalom gigante | 1:20.02   | 1:16.91   | 2:36.93 | 46º  |

Masculino
| Atleta             | Evento         | Descida 1 | Descida 2 | Total   | Pos. |
| ------------------ | -------------- | --------- | --------- | ------- | ---- |
| Iason Abramashvili | Slalom         | 52.69     | 55.00     | 1:47.69 | 28º  |
| Iason Abramashvili | Slalom gigante | DNF       | DNF       | DNF     | DNF  |

### Luge
Masculino
| Atleta          | Evento     | Final     | Final     | Final     | Final       | Final    | Final |
| Atleta          | Evento     | Descida 1 | Descida 2 | Descida 3 | Descida 4   | Total    | Pos.  |
| --------------- | ---------- | --------- | --------- | --------- | ----------- | -------- | ----- |
| Giorgi Sogoiani | Individual | 49.300    | 49.151    | 49.008    | Não avançou | 2:27.459 | 32º   |

### Patinação artística
| Atleta              | Evento               | Programa curto | Programa curto | Programa livre | Programa livre | Total  | Total |
| Atleta              | Evento               | Pontos         | Pos.           | Pontos         | Pos.           | Pontos | Pos.  |
| ------------------- | -------------------- | -------------- | -------------- | -------------- | -------------- | ------ | ----- |
| Moris Kvitelashvili | Individual masculino | 76.56          | 22º            | 128.01         | 24º            | 204.57 | 24º   |

Legenda
| Recorde mundial      | Recorde mundial (World record)               |                       | Recorde africano                      | Recorde africano (African) |                                           | Q | Classificado por posição (Qualified) |
| Recorde olímpico     | Recorde olímpico (Olympic record)            | Recorde da América    | Recorde da América (Americas)         | q                          | Classificado por melhor tempo (Qualified) |   |                                      |
| Melhor marca do ano  | Melhor marca do ano (World leading)          | Recorde asiático      | Recorde asiático (Asian)              | DNS                        | Não largou (Did not start)                |   |                                      |
| Recorde nacional     | Recorde nacional (National record)           | Recorde europeu       | Recorde europeu (European)            | DNF                        | Não terminou (Did not finish)             |   |                                      |
| Recorde pessoal      | Recorde pessoal do atleta (Personal best)    | Recorde da Oceania    | Recorde da Oceania (Oceania)          | DSQ / DQ                   | Desclassificado (Disqualified)            |   |                                      |
| Recorde da temporada | Recorde da temporada do atleta (Season best) | Recorde sul-americano | Recorde sul-americano (South America) | NM                         | Sem marca (No mark)                       |   |                                      |